# Conus granulatus
Conus granulatus (nomeada, em inglês, Glory of the Atlantic Cone; na tradução para o português, "Conus glória do Atlântico") é uma espécie de molusco gastrópode marinho predador do gênero Conus, pertencente à família Conidae. Foi classificada por Carolus Linnaeus em 1758, descrita em sua obra Systema Naturae; sendo a primeira espécie do gênero Conus do oeste do oceano Atlântico, entre a Carolina do Norte e o sul da Flórida, Estados Unidos, até o norte da América do Sul, no mar do Caribe, a ser nomeada para a ciência, em sua publicação.

## Descrição da concha
Esta concha tem um elegante e alongado corpo cônico de quase 6.5 centímetros de comprimento, mas geralmente com pouco menos de 4 centímetros quando desenvolvida; com espiral moderadamente baixa e arredondada em sua porção mais larga; e com sua volta final com três vezes o tamanho da sua espiral, esculpida com ranhuras sobre sua superfície. Sua coloração é mais ou menos pálida, avermelhada, rosada ou alaranjada, com linhas engrossadas em branco e transpassadas por áreas em zigue-zague, pontilhadas ou lineares, mais ou menos castanhas, principalmente na superfície central e periférica de sua última volta. Abertura dotada de lábio externo fino e interior róseo, se alargando muito levemente em direção à base (onde fica seu canal sifonal). Seu opérculo é pequeno, comparado com a extensão de sua abertura. Presumivelmente, Linnaeus, seu catalogador, pretendia que o seu nome de espécie (granulatusː vindo do diminutivo de "granum", um grão) refletisse a rugosidade das nervuras em espiral de sua volta final.

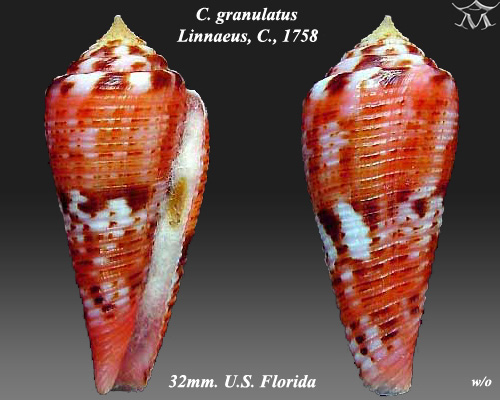
Duas vistas de um espécime de C. granulatus, com opérculo.

## Distribuição geográfica, alimentação e conservação
Esta espécie é encontrada no oeste do oceano Atlântico, entre a Carolina do Norte e o sul da Flórida, Estados Unidos, e Bahamas, até o norte da América do Sul, no mar do Caribe; incluindo Quintana Roo, no México, Grandes Antilhas, Pequenas Antilhas, costa leste da Colômbia e Venezuela. Vive em águas de rasas a profundas, entre 0 e 50 metros, se alimentando de vermes em substratos macios, entre os recifes de coral; sendo considerada espécie pouco preocupante pela União Internacional para a Conservação da Natureza.